# 奥姆登魚屬
奥姆登魚屬（Ohmdenia）是一種已滅絕的史前硬骨魚，生活於早侏羅紀托阿爾期。
奥姆登魚屬最早由Bernhard Hauff於1953年描述，基於在德國霍爾茨馬登著名的波西多尼亞頁岩中發現的化石。長期以來，這種動物一直被認為是比耶魚屬的近親，比耶魚屬是三疊紀典型的大型捕食動物，其演化系統位置尚不確定。進一步研究顯示其與厚莖魚目有相似之處，厚莖魚目被認為接近硬骨魚類的起源，包括巨型魚和浮游生物（例如利茲魚）。
一些研究錯誤地將奥姆登魚屬視為 Saurostomus 的同義詞，而其他研究則將奥姆登魚屬視為基礎 pachicormiformes 和更進化的浮游食性 pachicormiformes 之間的重要進化物種。